# Love Is Only Feeling
Albums de Donovan
Neutronica
(1980) Lady of the Stars
(1984)
Love Is Only Feeling est le seizième album studio de Donovan, sorti en 1981. C'est son deuxième album pour RCA Allemagne. Il est sorti au Royaume-Uni deux ans plus tard, toujours chez RCA.

## Titres
Toutes les chansons sont de Donovan Leitch.

### Face 1
1. Lady of the Flowers – 3:10
2. Lover O Lover – 3:53
3. The Actor – 4:05
4. Half Moon Bay – 3:55
5. The Hills of Tuscany – 4:08

### Face 2
1. Lay Down Lassie – 4:15
2. She – 4:01
3. Johnny Tuff – 4:58
4. Love Is Only Feeling – 3:04
5. Marjorie Margerine – 4:01